# Skärlok
Skärlok är en sjö i Älvdalens kommun i Dalarna och ingår i Dalälvens huvudavrinningsområde. Sjön har en area på 0,077 kvadratkilometer och ligger 507,2 meter över havet.

## Delavrinningsområde
Skärlok ingår i det delavrinningsområde (677580-138059) som SMHI kallar för Mynnar i Vanån. Medelhöjden är 453 meter över havet och ytan är 12,18 kvadratkilometer. Det finns ett avrinningsområde uppströms, och räknas det in blir den ackumulerade arean 12,52 kvadratkilometer. Vattendraget som avvattnar avrinningsområdet har biflödesordning 4, vilket innebär att vattnet flödar genom totalt 4 vattendrag innan det når havet efter 405 kilometer. Avrinningsområdet består mestadels av skog (71 procent) och sankmarker (18 procent). Avrinningsområdet har 0,07 kvadratkilometer vattenytor vilket ger det en sjöprocent på 0,6 procent.